# Notes from the Underbelly
Notes from the Underbelly är en amerikansk sitcom som visades första gången på TV-kanalen ABC 2007. Serien regisserades av Barry Sonnenfeld och producerades av Eric och Kim Tannenbaum för Warner Bros. Television.
Serien handlade om Andrew och Lauren, ett par som väntar sitt första barn, och deras relation till varandra och sina vänner och familj.
Serien avslutades 2008.

## Rollista
- Jennifer Westfeldt: Lauren
- Peter Cambor: Andrew
- Michael Weaver: Danny
- Rachael Harris: Cooper
- Melanie Paxson: Julie
- Sunkrish Bala: Eric

## Avsnitt
| Avsnitt | Titel                  | Sändningsdatum |
| ------- | ---------------------- | -------------- |
| 1       | Pilot                  | 4 april 2007   |
| 2       | Animal Style           | 11 april 2007  |
| 3       | Million Dollar Baby    | 18 april 2007  |
| 4       | Oleander               | 25 april 2007  |
| 5       | Julie & Eric’s Baby    | 2 maj 2007     |
| 6       | Mothers Milk           | 9 maj 2007     |
| 7       | Keeping Up Appearances | 16 maj 2007    |
| 8       | She’s Gotta Have It    | 2007           |
| 9       | Previously, On Lost    | 2007           |
| 10      | Surprise               | 2007           |
| 11      | Heather's Visit        | 2007           |
| 12      | Not Without My Noodles | 2007           |
| 13      | If The Shoe Fits       | 2007           |